# Szlamnik duży
Szlamnik duży (Limosa fedoa) – gatunek średniej wielkości ptaka z rodziny bekasowatych (Scolopacidae). Występuje głównie w środkowej części Ameryki Północnej. Zimuje na pacyficznych i atlantyckich wybrzeżach Stanów Zjednoczonych i Meksyku, w Ameryce Środkowej, a czasem i w Południowej. Jest narażony na wyginięcie.

## Podgatunki i zasięg występowania
Wyróżnia się dwa podgatunki L. fedoa, które zamieszkują:
- L. f. beringiae Gibson & Kessel, 1989 – półwysep Alaska,
- L. f. fedoa (Linnaeus, 1758) – środkowa, południowo-środkowa Kanada i północno-środkowe USA.

## Morfologia

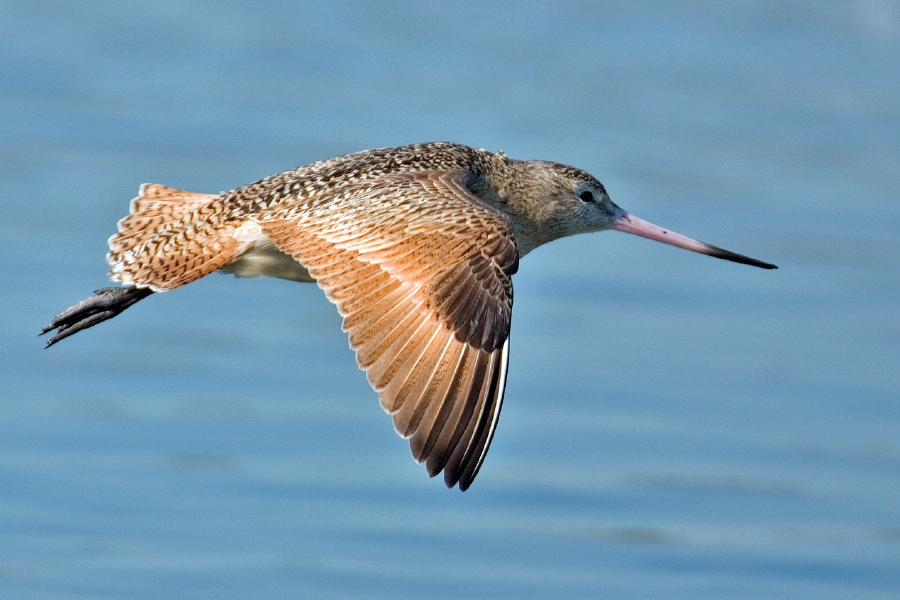
Szlamnik duży w locie

Długość ciała 42–48 cm, rozpiętość skrzydeł 70–80 cm; masa ciała: samce 278–396 g, samice 312–510 g.
Jest trochę mniejszy od kulika długodziobego. Dziób długi, podgięty, do połowy łososiowy, końcówka czarna. Długie, ciemnoszare nogi. Grzbiet ciemny z płowymi plamkami. Spód skrzydeł, lotki II rzędu oraz wewnętrzne lotki I rzędu cynamonowe. Zewnętrzne lotki I rzędu oraz pokrywy pierwszorzędowe są czarne. Spód ciała cynamonowopłowy, z prążkami. Ogon z wąskimi, czarnymi prążkami, cynamonowy lub płowy.

## Ekologia i zachowanie
Gniazda zakłada na wilgotnych łąkach, na ziemi. W zniesieniu 3–5 jaj (zwykle 4). Wysiadywanie trwa 21–23 dni (inne źródło podaje 23–26 dni), a zajmują się nim oboje rodzice. Pisklęta opuszczają gniazdo wkrótce po wykluciu, są w stanie samodzielnie żerować, ale nadal pozostają pod opieką rodziców. Młode są w pełni opierzone po 26–30 dniach od wyklucia.
Jego pożywieniem są owady i skorupiaki, zjada również części roślin wodnych. Żeruje, sondując dziobem w błotnistych płyciznach na terenach przybrzeżnych, bagnach, a także na plażach.

## Status zagrożenia
Międzynarodowa Unia Ochrony Przyrody (IUCN) od 2024 roku uznaje szlamnika dużego za gatunek narażony (VU, Vulnerable); wcześniej był on klasyfikowany jako gatunek najmniejszej troski (LC, Least Concern). W 2023 roku organizacja Partners in Flight szacowała liczebność światowej populacji lęgowej na około 270 tysięcy dorosłych osobników. Trend liczebności populacji w latach 1966–2015 uznano za stabilny, jednak BirdLife International ocenia go obecnie (2024) jako silnie spadkowy.